# Élve vagy ölve
Az Élve vagy ölve (eredeti cím: Contract to Kill) 2016-os amerikai akciófilm, amelyet Keoni Waxman rendezett Steven Seagal főszereplésével. Amerikában korlátozott számú moziforgalmazást kapott, és Video on Demand formában is megjelent.

## Cselekmény
Az amerikai Bevándorlási és Vámhivatal (ICE) határőrség ügynökei elfognak két "nem mexikói" bevándorlót, akik az Arab-félszigeti Al-Káidával (AQAP) és a Daesh-szel állnak kapcsolatban; a Központi Hírszerző Ügynökség (CIA) azt gyanítja, hogy a terroristák a José Rivera által vezetett Sonora Kartellel folytatnak tárgyalásokat a terroristák Mexikóból az Egyesült Államokba való csempészéséről. John Harmon, a kábítószer-ellenes hivatal (DEA) és a CIA egykori ügynöke, aki korábban rajtaütött egy Sonora-telepen, és megölte annak korábbi vezetőjét, El Mini Osót, a CIA közvetítője, Matt Beck megbízásából véget vet a szélsőségesek tervének.
Harmon beszervezi régi szeretőjét, valamint a Szövetségi Nyomozóiroda (FBI) ügynökét, Zara Hayeket és az Egyesült Államok hadsereg különleges alakulatának kiképzett kémdrón-pilótáját, Matthew Sharpot, miután megtudja, hogy a terrorista koalíció és a Sonora-kartell találkozója a törökországi Isztambulban lesz. Isztambulban Harmon csapata kémkedik a Hezbollah vezetője, Ayan Al-Mudzsahid és Rivera után, de a találkozót félbeszakítják és elnapolják, miután al-Mudzsahid észreveszi Sharp drónját.
Harmon és al-Mudzsahid emberei közötti rövid autós üldözést és lövöldözést követően Harmon megtudja Becktől, hogy a valódi célpont Abdul Rauf, a Crimea Airlines szíriai repülőgépének lelövéséért felelős bombagyáros. Rivera emberei rajtaütnek Harmon rejtekhelyén, és elrabolják Hayeket; Harmon és Sharp felkutatja és megöli Al-Mudzsahidot és embereit a Palace Hotelben. Rivera és Rauf elmenekül az utóbbiak rumelifeneri telephelyére, de Harmon a nyomukra bukkan, aki nyakon, illetve fejbe lövi őket, mielőtt megöleli Hayeket. A film végén Harmon a hozzá hasonló ügynökök szükségszerűségéről elmélkedik.

## Szereplők
| Szerep          | Színész            | Magyar hang  |
| --------------- | ------------------ | ------------ |
| John Harmon     | Steven Seagal      | Rosta Sándor |
| Matthew Sharp   | Russell Wong       |              |
| Zara Hayek      | Jemma Dallender    |              |
| Jose Rivera     | Mircea Drambareanu | Holl Nándor  |
| Ayan Al-Mujahid | Sergiu Costache    | Szabó Máté   |
| Abdul Rauf      | Ghassan Bouz       |              |
| Matt Beck       | Andrei Stanciu     |              |

## A film készítése
A film forgatása Romániában zajlott.

## Fogadtatás
A Rotten Tomatoes weboldalon a film 5 kritika alapján 0%-os minősítést kapott, 1,2/10-es átlagértékeléssel. A Metacritic-on 5 kritikus 100-ból 3 pontot adott a filmnek, ezzel „túlnyomó elégedetlenséget” jelezve. Odie Henderson a RogerEbert.com oldalán egy csillagot adott a filmre, különösen a színészi játékot, a vágást, a speciális effekteket és az „értelmetlen” cselekményt kritizálta. Kimber Myers a Los Angeles Times-tól megjegyezte Seagal „teljesen unott” alakítását, bár elismerte, a film „valószínűleg tetszeni fog Seagal rajongóinak”.